# North & South (videojuego)
North & South es un juego que combina acción y estrategia que fue publicado en 1989 para Commodore Amiga y Atari ST y portado más tarde para NES, Amstrad CPC, MSX, DOS y ZX Spectrum. Fue desarrollado y publicado por Infogrames.
Basado en un  cómic belga de la serie Les Tuniques Bleues (creada por Raoul Cauvin y Louis Salverius/Willy Lambillotte, de Dupuis) que está basada en la guerra civil americana. El jugador básicamente representa la Guerra Civil, escogiendo jugar como el Norte o como el Sur. El jugador puede escoger el año con el que empezar en el juego, desde 1861 (el año en el que comienza la Guerra Civil) hasta 1864.  Cada año presenta una selección distinta de ejércitos y estados con los que comienza cada bando.
North & South contiene muchos elementos humorísticos. Por ejemplo,  contiene parodias de himnos nacionales, los cuales son accesibles cuando el jugador selecciona uno de los diferentes idiomas soportados por el juego (inglés, francés, español, alemán o italiano). Además, el juego está repleto de numerosas situaciones cómicas y gags.

## Recepción
Computer Gaming World dio a North & South más de una estrella de cinco para los wargamers y tres de cinco para jugadores de arcade. En 2011, Wirtualna Polska lo valoró como el décimo mejor juego de la plataforma Amiga.

## Remakes
En junio de 2012, Microïds (etiqueta para los juegos de aventura de Anuman Interactive) lanzó The Bluecoats: Norte vs Sur, una nueva versión para iOS y dispositivos compatibles con Android , así como para Windows. La versión de iOS recibió una metapuntuación de 60 en Metacritic.